# Duitstalige Gemeenschapsverkiezingen 1995
Op zondag 21 mei 1995 vonden verkiezingen voor de Raad van de Duitstalige Gemeenschap plaats.
De winnaar was de CSP, die twee zetels won. De verliezers waren de PJU-PDB en Ecolo, die elk één zetel verloren. De PFF en de SP bleven status quo.
Op 13 juni 1995 legde de regering-Maraite III de eed af. Ze bestond uit de CSP en de SP.

## Uitslagen
| Partij               | Partij               | 1995    | 1995  | 1995   | 1990    | 1990  | 1990   | verschil | verschil | verschil |
| Partij               | Partij               | stemmen | %     | zetels | stemmen | %     | zetels | stemmen  | pp       | zetels   |
| -------------------- | -------------------- | ------- | ----- | ------ | ------- | ----- | ------ | -------- | -------- | -------- |
|                      | CSP                  | 13.307  | 35,93 | 10     | 13.178  | 33,60 | 8      | 129      | 2,33     | 2        |
|                      | PJU-PDB              | 5.051   | 13,64 | 3      | 5.982   | 15,25 | 4      | -931     | -1,61    | -1       |
|                      | SP                   | 5.958   | 16,09 | 4      | 6.407   | 16,34 | 4      | -449     | -0,25    | 0        |
|                      | PFF                  | 7.367   | 19,89 | 5      | 7.756   | 19,78 | 5      | -389     | 0,11     | 0        |
|                      | Ecolo                | 5.128   | 13,85 | 3      | 5.897   | 15,04 | 4      | -769     | -1,19    | -1       |
|                      | Andere               | 226     | 0,61  | 0      | -       | -     | -      | 226      | 0,61     | 0        |
| Totaal Geldig        | Totaal Geldig        | 37.037  | 100   | 25     | 39.220  | 100   | 25     | -2.183   | 0        | 0        |
| Blanco & Ongeldig    | Blanco & Ongeldig    | 3.797   | 9,30  |        | 2.661   | 6,35  |        | 1.136    | 3,05     |          |
| Totaal Stemmen       | Totaal Stemmen       | 40.834  | 100   |        | 41.881  | 100   |        | -1.047   | 0        |          |
| Absenteïsme          | Absenteïsme          | 4.239   | 9,40  |        | 3.419   | 7,55  |        | 820      | -2,15    |          |
| Ingeschreven Kiezers | Ingeschreven Kiezers | 45.073  | 100   |        | 45.300  | 100   |        | -227     | 0        |          |

## Verkozenen
- Parlement van de Duitstalige Gemeenschap (samenstelling 1995-1999)